# Hertha Berliner Sport-Club 1995-1996
Questa voce raccoglie le informazioni riguardanti l'Hertha Berliner Sport-Club nelle competizioni ufficiali della stagione 1995-1996.

## Stagione
Nella stagione 1995-1996 l'Hertha Berlino, allenato da Karsten Heine e Jürgen Röber, concluse il campionato di 2. Bundesliga al 14º posto. In Coppa di Germania l'Hertha Berlino fu eliminato al secondo turno dal Lokomotive Stendal.

## Rosa
| N. |                     | Ruolo | Calciatore          |
| -- | ------------------- | ----- | ------------------- |
| 1  | Germania (bandiera) | P     | Christian Fiedler   |
| 6  | Islanda (bandiera)  | D     | Eyjólfur Sverrisson |
| 8  | Germania (bandiera) | D     | Steffen Karl        |
| 16 | Germania (bandiera) | C     | Sixten Veit         |
| 19 | Germania (bandiera) | C     | Andreas Schmidt     |
| 21 | Germania (bandiera) | C     | Michael Hartmann    |
| 23 | Germania (bandiera) | D     | Oliver Schmidt      |
| 24 | Germania (bandiera) | C     | Christian Fährmann  |
| 25 | Germania (bandiera) | C     | Marc Arnold         |
| 26 | Germania (bandiera) | A     | Marcel Rath         |
|    | Germania (bandiera) | D     | Sven Meyer          |
|    | Germania (bandiera) | D     | Andreas Schiemann   |

| N. |                     | Ruolo | Calciatore        |
| -- | ------------------- | ----- | ----------------- |
|    | Serbia (bandiera)   | D     | Miroslav Tanjga   |
|    | Germania (bandiera) | C     | Dirk Bremser      |
|    | Germania (bandiera) | C     | Falko Götz        |
|    | Germania (bandiera) | C     | Sven Kaiser       |
|    | Croazia (bandiera)  | C     | Niko Kovač        |
|    | Germania (bandiera) | C     | Thomas Richter    |
|    | Germania (bandiera) | C     | Markus Stern      |
|    | Germania (bandiera) | C     | Frank Süs         |
|    | Italia (bandiera)   | A     | Gabriele Graziani |
|    | Germania (bandiera) | A     | Mike Lünsmann     |
|    | Albania (bandiera)  | A     | Altin Rraklli     |

## Organigramma societario
Area tecnica
- Allenatore: Jürgen Röber
- Allenatore in seconda: Bernd Storck
- Preparatore dei portieri:
- Preparatori atletici:

## Calciomercato

### Sessione estiva
| Acquisti | Acquisti            | Acquisti                 | Acquisti |
| R.       | Nome                | da                       | Modalità |
| -------- | ------------------- | ------------------------ | -------- |
| D        | Steffen Karl        | Sion                     |          |
| A        | Marcel Rath         | Eisenhüttenstädter Stahl |          |
| C        | Frank Süs           | Borussia Neunkirchen     |          |
| D        | Eyjólfur Sverrisson | Beşiktaş                 |          |
| C        | Sixten Veit         | Chemnitz                 |          |

| Cessioni | Cessioni           | Cessioni               | Cessioni |
| R.       | Nome               | a                      | Modalità |
| -------- | ------------------ | ---------------------- | -------- |
| C        | Oliver Holzbecher  | Reinickendorfer Füchse |          |
| A        | Harun Isa          | TeBe Berlino           |          |
| C        | Goya Jaekel        | Kickers Emden          |          |
| D        | Gerald Klews       | Union Berlino          |          |
| D        | Frank Rohde        | Reinickendorfer Füchse |          |
| P        | Marco Sejna        | TeBe Berlino           |          |
| D        | Andreas Zimmermann | Union Berlino          |          |

### Sessione invernale
| Acquisti | Acquisti      | Acquisti          | Acquisti |
| R.       | Nome          | da                | Modalità |
| -------- | ------------- | ----------------- | -------- |
| C        | Marc Arnold   | Borussia Dortmund |          |
| C        | Falko Götz    | Saarbrücken       |          |
| A        | Altin Rraklli | Friburgo          |          |

| Cessioni | Cessioni        | Cessioni         | Cessioni |
| R.       | Nome            | a                | Modalità |
| -------- | --------------- | ---------------- | -------- |
| C        | Carsten Ramelow | Bayer Leverkusen |          |

## Risultati

### 2. Bundesliga

#### Girone di andata
| Arbitro: | Krug |

|                 |           |                                            |
| Tyszkiewicz 78’ | Marcatori | 37’ Hartmann 58’ Kovač 70’ Schmidt 89’ Süs |

| Arbitro: | Rüdiger |

|          |           |  |
| Rath 68’ | Marcatori |  |

| Arbitro: | Casper |

|  |           |                                    |
|  | Marcatori | 22’ Schmidt 79’ Kovač 84’ Lünsmann |

| Arbitro: | Friedrichs |

|            |           |              |
| Tanjga 44’ | Marcatori | 52’ Gütschow |

| Arbitro: | Fleischer |

|            |           |  |
| Hobday 10’ | Marcatori |  |

| Arbitro: | Hauer |

|                       |           |  |
| Veit 39’ Lünsmann 56’ | Marcatori |  |

| Arbitro: | Byernetzky |

|                    |           |  |
| Löbe 12’ Salou 57’ | Marcatori |  |

| Arbitro: | Friedrichs |

|  |           |                    |
|  | Marcatori | 84’, 89’ Wohlfarth |

| Arbitro: | Schütz |

|            |           |  |
| Babatz 75’ | Marcatori |  |

| Berlino 2 ottobre 1995, ore 20:15 CET 10ª giornata | Hertha Berlino | 0 – 0 referto | Lubecca | Stadio Olimpico (5 700 spett.)\| Arbitro: \| Gettke \| |
| Arbitro:                                           | Gettke         |               |         |                                                        |

| Arbitro: | Wezel |

|                        |           |                          |
| Lindner 30’ Rische 48’ | Marcatori | 71’ Sverrisson 90’ Kovač |

| Berlino 22 ottobre 1995, ore 15:00 CET 12ª giornata | Hertha Berlino | 0 – 0 referto | Zwickau | Stadio Olimpico (6 000 spett.)\| Arbitro: \| Dehmelt \| |
| Arbitro:                                            | Dehmelt        |               |         |                                                         |

| Arbitro: | Schmidt |

|           |           |             |
| Myyry 90’ | Marcatori | 67’ Bremser |

| Arbitro: | Domurat |

|          |           |  |
| Karl 13’ | Marcatori |  |

| Arbitro: | Kemmling |

|             |           |  |
| Straube 79’ | Marcatori |  |

| Arbitro: | Fischer |

|  |           |          |
|  | Marcatori | 9’ Meyer |

| Arbitro: | Weiner |

|           |           |                 |
| Kovač 57’ | Marcatori | 75’, 77’ Preetz |

#### Girone di ritorno
| Arbitro: | Ertl |

|                    |           |                      |
| Kovač 34’ Rath 51’ | Marcatori | 20’ Spies 76’ Erhard |

| Unterhaching 8 dicembre 1995, ore 19:00 CET 19ª giornata | Unterhaching | 0 – 0 referto | Hertha Berlino | Stadion am Sportpark (1 500 spett.)\| Arbitro: \| Wagner \| |
| Arbitro:                                                 | Wagner       |               |                |                                                             |

| Arbitro: | Frey |

|                       |           |                                                |
| Kovač 38’ Schmidt 87’ | Marcatori | 50’, 60’ Weber 72’ (aut.) Kovač 78’ Zimmermann |

| Arbitro: | Malbranc |

|             |           |                |
| Panadić 85’ | Marcatori | 14’, 67’ Kovač |

| Berlino 22 marzo 1996, ore 20:00 CET 22ª giornata | Hertha Berlino | 0 – 0 referto | Arminia Bielefeld | Stadio Olimpico (6 030 spett.)\| Arbitro: \| Keßler \| |
| Arbitro:                                          | Keßler         |               |                   |                                                        |

| Magonza 31 marzo 1996, ore 15:00 CET 23ª giornata | Magonza | 0 – 0 referto | Hertha Berlino | Stadion am Bruchweg (3 900 spett.)\| Arbitro: \| Schmidt \| |
| Arbitro:                                          | Schmidt |               |                |                                                             |

| Arbitro: | Scheuerer |

|           |           |  |
| Kovač 43’ | Marcatori |  |

| Arbitro: | Fandel |

|                    |           |                     |
| Közle 70’ Rudy 81’ | Marcatori | 2’ Kovač 22’ Arnold |

| Arbitro: | Friedrichs |

|                                       |           |             |
| Rraklli 3’, 29’ Kovač 53’ Richter 63’ | Marcatori | 80’ Kovacec |

| Arbitro: | Dörr |

|  |           |             |
|  | Marcatori | 77’ Bremser |

| Arbitro: | Gettke |

|                         |           |  |
| Schmidt 18’ Rraklli 75’ | Marcatori |  |

| Arbitro: | Fleischer |

|                                      |           |              |
| Seifert 20’ Viertel 35’ Spranger 71’ | Marcatori | 60’ Fährmann |

| Arbitro: | Byernetzky |

|              |           |                                            |
| Fährmann 36’ | Marcatori | 21’, 55’ Claaßen 47’ von Ahlen 81’ Sievers |

| Arbitro: | Koop |

|                                   |           |                         |
| Reichel 37’ (rig.), 76’ Zeyer 77’ | Marcatori | 39’ Richter 48’ Schmidt |

| Arbitro: | Kemmling |

|  |           |                  |
|  | Marcatori | 72’ (aut.) Meyer |

| Berlino 2 giugno 1996, ore 15:00 CEST 33ª giornata | Hertha Berlino | 0 – 0 referto | Fortuna Colonia | Stadio Olimpico (4 400 spett.)\| Arbitro: \| Merk \| |
| Arbitro:                                           | Merk           |               |                 |                                                      |

| Bochum 8 giugno 1996, ore 15:30 CEST 34ª giornata | Wattenscheid 09 | 0 – 0 referto | Hertha Berlino | Lohrheidestadion (1 000 spett.)\| Arbitro: \| Heynemann \| |
| Arbitro:                                          | Heynemann       |               |                |                                                            |

### Coppa di Germania
| Arbitro: | Bastian |

|  |           |                                  |
|  | Marcatori | 6’ Süs 41’, 43’ Ramelow 56’ Rath |

| Arbitro: | Kiefer |

|                                      |           |                        |
| Hoffmann 59’ Dau 100’ Wiedemann 117’ | Marcatori | 12’ Karl 119’ Graziani |

## Statistiche

### Statistiche di squadra
| Competizione      | Punti | In casa | In casa | In casa | In casa | In casa | In casa | In trasferta | In trasferta | In trasferta | In trasferta | In trasferta | In trasferta | Totale | Totale | Totale | Totale | Totale | Totale | DR |
| Competizione      | Punti | G       | V       | N       | P       | Gf      | Gs      | G            | V            | N            | P            | Gf           | Gs           | G      | V      | N      | P      | Gf     | Gs     | DR |
| ----------------- | ----- | ------- | ------- | ------- | ------- | ------- | ------- | ------------ | ------------ | ------------ | ------------ | ------------ | ------------ | ------ | ------ | ------ | ------ | ------ | ------ | -- |
| 2. Bundesliga     | 45    | 17      | 6       | 6       | 5       | 18      | 17      | 17           | 5            | 6            | 6            | 19           | 18           | 34     | 11     | 12     | 11     | 37     | 35     | +2 |
| Coppa di Germania | -     | 0       | 0       | 0       | 0       | 0       | 0       | 2            | 1            | 0            | 1            | 6            | 3            | 2      | 1      | 0      | 1      | 6      | 3      | +3 |
| Totale            | 45    | 17      | 6       | 6       | 5       | 18      | 17      | 19           | 6            | 6            | 7            | 25           | 21           | 36     | 12     | 12     | 12     | 43     | 38     | +5 |

### Andamento in campionato
| Giornata  | 1  | 2 | 3 | 4 | 5 | 6 | 7 | 8 | 9  | 10 | 11 | 12 | 13 | 14 | 15 | 16 | 17 | 18 | 19 | 20 | 21 | 22 | 23 | 24 | 25 | 26 | 27 | 28 | 29 | 30 | 31 | 32 | 33 | 34 |
| --------- | -- | - | - | - | - | - | - | - | -- | -- | -- | -- | -- | -- | -- | -- | -- | -- | -- | -- | -- | -- | -- | -- | -- | -- | -- | -- | -- | -- | -- | -- | -- | -- |
| Luogo     | T  | C | T | C | T | C | T | C | T  | C  | T  | C  | T  | C  | T  | T  | C  | C  | T  | C  | T  | C  | T  | C  | T  | C  | T  | C  | T  | C  | T  | C  | C  | T  |
| Risultato | V  | V | V | N | P | V | P | P | P  | N  | N  | N  | N  | V  | P  | V  | P  | N  | N  | P  | V  | N  | N  | V  | N  | V  | V  | V  | P  | P  | P  | P  | N  | N  |
| Posizione | 10 | 6 | 4 | 3 | 9 | 4 | 8 | 9 | 12 | 12 | 12 | 12 | 12 | 11 | 11 | 10 | 10 | 10 | 10 | 13 | 10 | 10 | 10 | 10 | 10 | 9  | 8  | 6  | 6  | 7  | 11 | 11 | 13 | 14 |

Legenda:

Luogo: C = Casa; T = Trasferta. Risultato: V = Vittoria; N = Pareggio; P = Sconfitta.

### Statistiche dei giocatori
| Giocatore     | 2. Bundesliga | 2. Bundesliga | 2. Bundesliga | 2. Bundesliga | Coppa di Germania | Coppa di Germania | Coppa di Germania | Coppa di Germania | Totale   | Totale | Totale      | Totale     |
| Giocatore     | Presenze      | Reti          | Ammonizioni   | Espulsioni    | Presenze          | Reti              | Ammonizioni       | Espulsioni        | Presenze | Reti   | Ammonizioni | Espulsioni |
| ------------- | ------------- | ------------- | ------------- | ------------- | ----------------- | ----------------- | ----------------- | ----------------- | -------- | ------ | ----------- | ---------- |
| M. Arnold     | 15            | 1             | 3             | 0             | 0                 | 0                 | 0                 | 0                 | 15       | 1      | 3           | 0          |
| D. Bremser    | 17            | 2             | 5             | 0             | 0                 | 0                 | 0                 | 0                 | 17       | 2      | 5           | 0          |
| C. Fiedler    | 34            | 0             | 2             | 0             | 2                 | 0                 | 0                 | 0                 | 36       | 0      | 2           | 0          |
| C. Fährmann   | 13            | 2             | 0             | 0             | 0                 | 0                 | 0                 | 0                 | 13       | 2      | 0           | 0          |
| G. Graziani   | 9             | 0             | 1             | 0             | 1                 | 1                 | 0                 | 0                 | 10       | 1      | 1           | 0          |
| F. Götz       | 0             | 0             | 0             | 0             | 0                 | 0                 | 0                 | 0                 | 0        | 0      | 0           | 0          |
| M. Hartmann   | 33            | 1             | 7             | 0             | 2                 | 0                 | 0                 | 0                 | 35       | 1      | 7           | 0          |
| S. Kaiser     | 4             | 0             | 0             | 0             | 0                 | 0                 | 0                 | 0                 | 4        | 0      | 0           | 0          |
| S. Karl       | 33            | 1             | 6             | 0             | 2                 | 1                 | 1                 | 0                 | 35       | 2      | 7           | 0          |
| N. Kovač      | 31            | 11            | 13            | 1             | 2                 | 0                 | 1                 | 0                 | 33       | 11     | 14          | 1          |
| M. Lünsmann   | 24            | 2             | 1             | 0             | 2                 | 0                 | 0                 | 0                 | 26       | 2      | 1           | 0          |
| S. Meyer      | 19            | 1             | 1             | 0             | 2                 | 0                 | 0                 | 0                 | 21       | 1      | 1           | 0          |
| C. Ramelow    | 17            | 0             | 4             | 0             | 1                 | 2                 | 0                 | 0                 | 18       | 2      | 4           | 0          |
| M. Rath       | 20            | 2             | 6             | 0             | 2                 | 1                 | 0                 | 0                 | 22       | 3      | 6           | 0          |
| T. Richter    | 24            | 2             | 8             | 0             | 0                 | 0                 | 0                 | 0                 | 24       | 2      | 8           | 0          |
| A. Rraklli    | 14            | 3             | 4             | 0             | 0                 | 0                 | 0                 | 0                 | 14       | 3      | 4           | 0          |
| A. Schiemann  | 3             | 0             | 0             | 0             | 0                 | 0                 | 0                 | 0                 | 3        | 0      | 0           | 0          |
| A. Schmidt    | 26            | 5             | 1             | 0             | 2                 | 0                 | 0                 | 0                 | 28       | 5      | 1           | 0          |
| O. Schmidt    | 33            | 0             | 6             | 0             | 2                 | 0                 | 1                 | 0                 | 35       | 0      | 7           | 0          |
| M. Stern      | 0             | 0             | 0             | 0             | 0                 | 0                 | 0                 | 0                 | 0        | 0      | 0           | 0          |
| E. Sverrisson | 26            | 1             | 6             | 0             | 2                 | 0                 | 0                 | 0                 | 28       | 1      | 6           | 0          |
| F. Süs        | 17            | 1             | 0             | 0             | 2                 | 1                 | 0                 | 0                 | 19       | 2      | 0           | 0          |
| M. Tanjga     | 27            | 1             | 9             | 1             | 2                 | 0                 | 1                 | 0                 | 29       | 1      | 10          | 1          |
| S. Veit       | 17            | 1             | 3             | 1             | 2                 | 0                 | 0                 | 0                 | 19       | 1      | 3           | 1          |